# Atethmia rufa
Atethmia rufa là một loài bướm đêm trong họ Noctuidae.